# Mælkepigen
Mælkepigen (også, måske mere præcist, kendt som Køkkenpigen) er et oliemaleri fra omkring 1658 til 1660 af den hollandske maler Johannes Vermeer. Maleriet er 45,5 cm højt og 41 cm bredt. Motivet er en køkkenpige, der er i færd med at hælde mælk fra en kande til et fad. Maleriet er en del af samlingen på Amsterdam Rijksmuseum, hvor det anses som en af kronjuvelerne.

## Motiv og beskrivelse
På trods af maleriets traditionelle titel Mælkepigen, forestiller det tydeligvis en køkkenpige eller anden tjenestepige. Hendes simple kjole afspejler en af Vermeers typiske farvekontraster mellem gul og blå, her noget mere dæmpet end i andre Vermeer malerier. Hun står i et beskedent rum koncentreret om forsigtigt at hælde mælk i et lavt lerfad. På bordet ligger forskellige typer brød. Over bordet ses en del af et vindue. Væggene i værelset er nøgne bortset fra nogle søm. En røntgenundersøgelse af billedet viser, at væggen havde været dækket af et landkort, som Vermeer malede over til sidst. Antagelig fordi det ville stride mod motivets fortælling om simplicitet.
Billedet er er i genren moraliserende motiver og indeholder et positiv eksempel til efterfølgelse (exemplum virtutis). Noget utraditionelt for motivet, idet tjenestefolk ellers oftest blev afbildet som dovne eller liderlige i tidens nederlandske malerier. Malke- og køkkenpiger og andre unge tjenestepiger havde både i malerier og litteratur ry for for at være hengivne til hor og overfladisk kærlighed og være en trussel mod hjemmets ærbarhed og sikkerhed. Fx Lucas van Leyden: Malkepige (1510); Jakob de Gheyn: Skytten og malkepigen (1610); og den næsten samtidige Gerrit Dou: Pige skærer løg (1646).
Ingen af disse egenskaber har pigen i Vermeers maleri. Tværtimod er hun både påpasselig og arbejdsom. Samme positive tilgang er anvendt i Kniplersken (1669). Dog ses et lille skjult hentydning: en af fliserne ved fodvarmeren ved pigens fod viser Cupido.
Mælk og brød kunne også have religiøse antydninger: Biblen beskriver mælk som ”ren” (Første Petersbrev 2.2), og brød kan henvise til nadveren og Jesus som livets brød (Johannes 6.48).

## Oprindelse
Vermeers mæcen Pieter van Ruijven (1624-1674) købte sandsynligvis maleriet direkte fra Vermeer, om end det er tvivlsomt, om det var et bestillingsarbejde. Derefter gik det i arv til van Ruijvens kone Maria de Knuijt og formentlig videre til deres datter Magdelene van Ruijven (1655-1681), og med sikkerhed til Pieter van Ruijvens svigersøn Jacob Dissius (1653-1695), som solgte det sammen med andre Vermeer malerier i 1696. Maleriet blev i den forbindelse beskrevet som ”usædvanligt godt” og kostede 175 gylden, ved salget kun overgået af Udsigt over Delft som kostede 200 gylden. I 1719 blev det solgt ved en auktion i Amsterdam og passerede derefter igennem mindst fem kunstsamlinger efter forskellige auktioner, før det havnede i Lucretia Johanna van Winters (1785-1845) omfattende kunstsamling. I 1902 solgte hendes to sønner maleriet og 39 andre til det statens Rijksmuseum i Amsterdam. Efter en del polemik også i parlamentet, der nødigt så det blive solgt til en rig udlænding.
- Detalje der viser fodvarmeren og fliserne med den lille illustration af Cupido.
- Gerrit Dou, Pige skærer løg
- En hollandsk tegning fra 1907 af Jan Rinke, der skildrer kontroversen om staten skulle intervenere og købe maleriet frem for, at det skulle blive solgt til en rig amerikansk kunstsamler. Regeringen købte maleriet til Rijksmuseum.